# Alegeri prezidențiale în Statele Unite ale Americii, 1996
Alegerile prezidențiale din Statele Unite din anul 1996 au avut loc la 5 noiembrie 1996 și s-au încheiat cu victoria candidatului democrat Bill Clinton, care a candidat pentru un nou mandat împreună cu vicepreședintele în funcție Al Gore.
Președintele Statelor Unite este ales de un Colegiu Electoral, alăcătuit din 538 de electori. Pentru a fi ales, președintele are nevoie de 270 de voturi în Colegiul Electoral. Dacă niciun candidat nu întrunește această majoritate, atunci președintele este ales de Camera Reprezentanților, prin votul statelor.
Președintele ales în noiembrie a depus jurământul și și-a început mandatul pe data de 20 ianuarie 1997.

## Candidații

### Nominalizarea Partidului Democrat
În calitate de președinte în funcție, Clinton a câștigat cu ușurință alegerile primare din 1996, obținând un scor de peste 80%. În cadrul Convenției Democrate din același an, Clinton l-a desemnat  pe Al Gore, vicepreședintele în funcție, pentru un nou mandat.
| Candidat     | Candidat | Candidat | Origine  | Campanie                              | Vot Popular       | Partener | Partener |
| ------------ | -------- | -------- | -------- | ------------------------------------- | ----------------- | -------- | -------- |
| Bill Clinton |          |          | Arkansas | Nominalizare obținută: 26 martie 1996 | 9,706,802 (89.0%) | Al Gore  |          |

### Nominalizarea Partidului Republican
Considerat ca fiind favorit, senatorul Bob Dole a câștigat alegerile primare din 1996 cu un scor de 59.2% , reușind să se impună în fața principalilor săi rivali. Cei mai importanți contestatari ai acestuia au fost Pat Buchanan, un comentator și politician paleoconservator și Steve Forbes⁠(d), editor-șef al revistei Forbes, care au obținut un scor de 21.2%, respectiv de 10.0%.
La Convenția Republicană, Bob Dole l-a ales pe Jack Kemp, fost congresman și secretar al Departamentului pentru Locuințe și Dezvoltare Urbană, drept partener de candidatură.
| Candidat | Candidat | Candidat | Origine | Campanie                              | Vot Popular       | Partener     | Partener |
| -------- | -------- | -------- | ------- | ------------------------------------- | ----------------- | ------------ | -------- |
| Bob Dole |          |          | Kansas  | Nominalizare obținută: 19 martie 1996 | 8,427,601 (59.2%) | Jack Kemp⁠(d) |          |

### Nominalizarea Partidului Reformist
Partidul Reformist al Statelor Unite ale Americii a fost înființat de către Ross Perot cu un an înaintea alegerilor, în 1995. Primele alegeri primare ale partidului au avut loc în 1996 cu scopul de a nominaliza o candidatură diferită decât cea a fondatorului partidului, care inițial nu plănuia să candideze la prezidențiale din acel an.
Pe data de 9 iunie în cursă a intrat fostul guvernator al statului Colorado, Richard Lamm. O zi după, pe 10 iunie, în cursă a intrat și Ross Perot, afirmând la talk-show-ul "Larry King Live” că el este  „singurul calificat” să conducă partidul. 
Alegerile primare au fost câștigate de Ross Perot, scrutinul fiind organizat prin corespondență. Acesta l-a desemnat pe economistul Pat Choate pentru funcția de vicepreședinte. 
| Candidat      | Candidat | Candidat | Origine | Campanie | Vot Popular    | Partener      | Partener |
| ------------- | -------- | -------- | ------- | -------- | -------------- | ------------- | -------- |
| Ross Perot⁠(d) |          |          | Texas   |          | 32,145 (65.3%) | Pat Choate⁠(d) |          |

## Dezbateri
| Dezbatere | Dată              | Locație                 | Moderator     | Participanți          | Audiență (milioane) |
| --------- | ----------------- | ----------------------- | ------------- | --------------------- | ------------------- |
| P1        | 6 Octombrie 1966  | Hartford, Connecticut   | Jim Lehrer⁠(d) | Bill Clinton Bob Dole | 46.1                |
| VP        | 9 Octombrie 1996  | St. Petersburg, Florida | Jim Lehrer⁠(d) | Al Gore Jack Kemp⁠(d)  | 26.6                |
| P2        | 16 Octombrie 1996 | San Diego, California   | Jim Lehrer⁠(d) | Bill Clinton Bob Dole | 36.6                |

## Rezultate
În ziua alegerilor, președintele Clinton a obținut o victorie decisivă împotriva lui Dole, devenind primul democrat care a câștigat două alegeri prezidențiale consecutive de la Franklin Delano Roosevelt în 1936, 1940 și 1944. În ceea ce privește votul popular, Clinton l-a depășit pe Dole cu peste 8,2 milioane de voturi. Harta Colegiului Electoral nu s-a schimbat prea mult față de alegerile anterioare, democratul în funcție câștigând 379 de voturi, față de cele 159 ale candidatului republican.
Candidatul  Partidului Reformist, Ross Perot a obținut 8% din votul popular. Totalul voturilor sale a fost mai mic decât jumătate din totalul voturilor sale din 1992, atunci când acesta candidase ca și independent. Perot a atras susținători și din partea lui Clinton, și din partea lui Dole în mod egal. Sondajele destinate votanților lui Perot au arătat că aceștia l-ar prefera pe Clinton ca a doua lor opțiune.
Deși Clinton este originar din Arkansas, iar Al Gore este din Tennessee, aceștia au câștigat doar patru dintre cele unsprezece state ale fostei  Confederații. Performanța lui Clinton a precedat o scădere substanțială a sprijinului pentru Partidul Democrat în  Sud; în alegerile din 2000 și 2004, democrații nu au reușit să câștige nici măcar unul dintre fostele state confederate, fapt ce a contribuit la înfrângerea lor de ambele ori. 
Alegerile prezidențiale din 1996 marchează cele mai recente alegeri în care un candidat a câștigat mai mult de 70% din voturile elecotrale totale. De asemenea este primul scrutin în care majoritatea alegătorilor din Arizona au ales un candidat democrat din 1948 încoace, fapt ce nu avea să se mai întâmple din nou până în  2020.
| \| Voturi Electorale \| Voturi Electorale \| Voturi Electorale \| Voturi Electorale \| Voturi Electorale \| \| ----------------- \| ----------------- \| ----------------- \| ----------------- \| ----------------- \| \| \| \| \| \| \| \| Clinton \| Clinton \| \| 70.45% \| 70.45% \| \| Dole \| Dole \| \| 29.55% \| 29.55% \| |         |  |        |        |
| Voturi Electorale |         |  |        |        |
| |         |  |        |        |
| Clinton | Clinton |  | 70.45% | 70.45% |
| Dole | Dole    |  | 29.55% | 29.55% |

## Statistici
| Grupă demografică            | Clinton | Dole | Perot | Alții | % din votul total |
| ---------------------------- | ------- | ---- | ----- | ----- | ----------------- |
| Total vote                   | 49      | 41   | 8     | 2     | 100               |
| Partid și ideologie          |         |      |       |       |                   |
| Republicani Conservatori     | 6       | 88   | 5     | 1     | 21                |
| Republicani Moderați         | 20      | 72   | 7     | 1     | 13                |
| Republicani Liberali         | 44      | 46   | 9     | 1     | 2                 |
| Independenți Conservatori    | 19      | 60   | 19    | 2     | 7                 |
| Independenți Moderați        | 50      | 30   | 17    | 3     | 15                |
| Independenți Liberali        | 58      | 15   | 18    | 9     | 4                 |
| Democrați Conservatori       | 69      | 23   | 7     | 1     | 6                 |
| Democrați Moderați           | 84      | 10   | 5     | 1     | 20                |
| Democrați Liberali           | 89      | 5    | 4     | 2     | 13                |
| Sex și stare civilă          |         |      |       |       |                   |
| Bărbați măritați             | 40      | 48   | 10    | 2     | 32                |
| Femei măritate               | 48      | 43   | 7     | 2     | 33                |
| Bărbați nemăritați           | 49      | 36   | 12    | 3     | 15                |
| Femei nemăritate             | 62      | 28   | 7     | 3     | 20                |
| Religie                      |         |      |       |       |                   |
| Protestant                   | 41      | 50   | 8     | 1     | 38                |
| Catolic                      | 53      | 37   | 9     | 1     | 29                |
| Alți Creștini                | 45      | 41   | 12    | 2     | 16                |
| Evreu                        | 78      | 16   | 3     | 3     | 3                 |
| Alții                        | 60      | 23   | 11    | 6     | 6                 |
| Nicio religie                | 59      | 23   | 13    | 5     | 7                 |
| Dreapta Creștină             |         |      |       |       |                   |
| Dreapta creștină             | 26      | 65   | 8     | 1     | 17                |
| Alții                        | 54      | 35   | 9     | 2     | 83                |
| Vârstă                       |         |      |       |       |                   |
| 18–29 Ani                    | 53      | 34   | 10    | 3     | 16                |
| 30–44 Ani                    | 48      | 41   | 9     | 2     | 33                |
| 45–59 Ani                    | 48      | 41   | 9     | 2     | 26                |
| 60+                          | 48      | 44   | 7     | 1     | 25                |
| Votanți la primul scrutin    |         |      |       |       |                   |
| Votanți la primul scrutin    | 54      | 34   | 11    | 1     | 9                 |
| Alții                        | 48      | 42   | 8     | 2     | 91                |
| Orientare sexuală            |         |      |       |       |                   |
| Gay, lesbiană, sau bisexuală | 66      | 23   | 7     | 4     | 5                 |
| Heterosexual                 | 47      | 43   | 8     | 2     | 95                |
| Venitul familiei             |         |      |       |       |                   |
| Sub 15.000$                  | 59      | 28   | 11    | 2     | 11                |
| 15.000–30.000$               | 51      | 38   | 9     | 2     | 23                |
| 30.000–50.000$               | 48      | 40   | 10    | 2     | 27                |
| 50.000–75.000$               | 47      | 45   | 7     | 1     | 21                |
| 75.000–100.000$              | 44      | 48   | 7     | 1     | 9                 |
| 100.000–150.000$             | 38      | 54   | 6     | 2     | 9                 |

- Sursă: Exit poll,  The New York Times.[9]